# Lawrenceville, Virginia
Lawrenceville är administrativ huvudort i Brunswick County i Virginia. Vid 2010 års folkräkning hade Lawrenceville 1 438 invånare.

## Kända personer från Lawrenceville
- George Dromgoole, politiker